# Niort-de-Sault
Niort-de-Sault település Franciaországban, Aude megyében. Lakosainak száma 36 fő (2022. január 1.). Niort-de-Sault Mijanès, Belcaire, Campagna-de-Sault, Camurac, Espezel, Mazuby, Mérial és Roquefeuil községekkel határos.

## Népesség
A település népességének változása:
| Lakosok száma | 111  | 60   | 53   | 33   | 19   | 23   | 32   | 38   | 41   | 36   |
|               | 1968 | 1982 | 1990 | 2006 | 2013 | 2015 | 2017 | 2019 | 2020 | 2022 |